# Kapałkowy Ząb
Kapałkowy Ząb (słow. Ľadový zub) – turnia w Kapałkowej Grani w słowackiej części Tatr Wysokich. Jest to ostry skalny ząb w zachodniej grani Pośredniej Kapałkowej Turni. Na wschód od niego znajduje się Kapałkowy Słup, oddzielony Wrótkami za Zębem, zaś na zachodzie Kapałkowy Ząb graniczy z Kapałkową Basztą, oddzieloną Wrótkami za Basztą.
Północne stoki opadają z Kapałkowego Zęba i sąsiednich obiektów do Kapałkowego Koryciska, odgałęzienia Doliny Śnieżnej, natomiast południowe – do Doliny Suchej Jaworowej.
Na wierzchołek nie prowadzą żadne znakowane szlaki turystyczne. Wejście dla taterników możliwe jest granią lub z obu sąsiednich dolin.
Pierwsze wejścia:
- letnie – Gyula Komarnicki i Roman Komarnicki, 2 sierpnia 1909 r.,
- zimowe – Čestmír Harníček, Arno Puškáš, Karel Skřipský i Jozef Velička, 26 marca 1953 r.[2]